# Dunajec

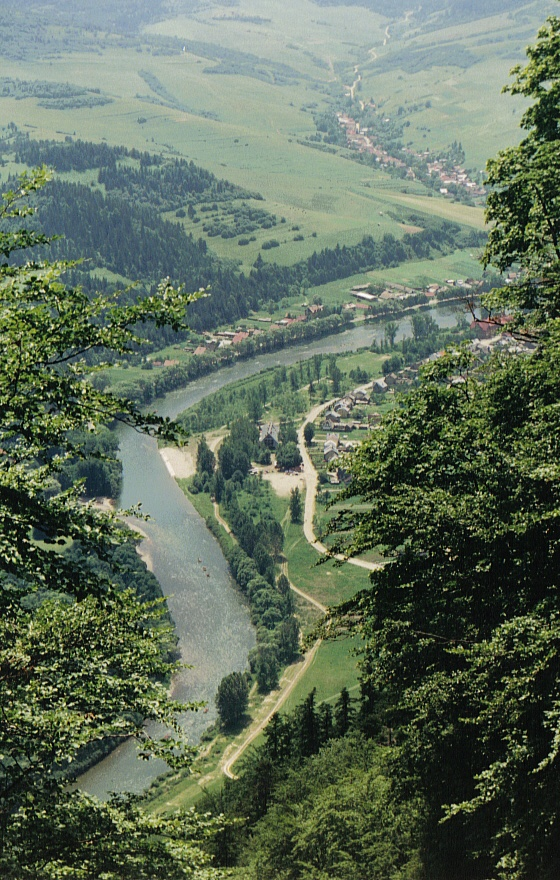
De rivier Dunajec stroomt dwars door het kalksteenmassief van de Pieniny

De Dunajec is een rivier in het zuiden van Polen en mondt uit in de Wisła. De rivier begint bij de samenvoeging van de Czarny Dunajec (zwarte Dunajec) en Biały Dunajec (witte Dunajec) bij de stad Nowy Targ. De lengte is 247 km. Het stroomgebied van de Dunajec heeft een oppervlakte van 6804 km², waarvan 4854,1 km² in Polen en 1949,9 km² in Slowakije. Daarvan behoort 1594,1 km² tot het stroomgebied van de Poprad die in Dunajec uitmondt.
In het begin stroomt de rivier door het brede dal bij Nowy Targ, mondt uit in een stuwmeer bij Niedzica om vervolgens dwars door de Pieniny, een kalkzandsteenmassief, te meanderen. Daar vormt het de grens met Slowakije. De rivier vervolgt zijn weg via de westelijke Beskiden.
Aan de rivier liggen de volgende plaatsen:
- Biały Dunajec: Zakopane, Poronin, Bialy Dunajec, Szaflary, Nowy Targ
- Czarny Dunajec: Kościelisko, czarny Dunajec, Nowy Targ
- Dunajec: Nowy Targ, Dębno Podhalańskie, Czorsztyn, Niedzica, Szczawnica, Krościenko nad Dunajcem, Nowy Sącz, Rożnów, Czchów, Wojnicz, Żabno.

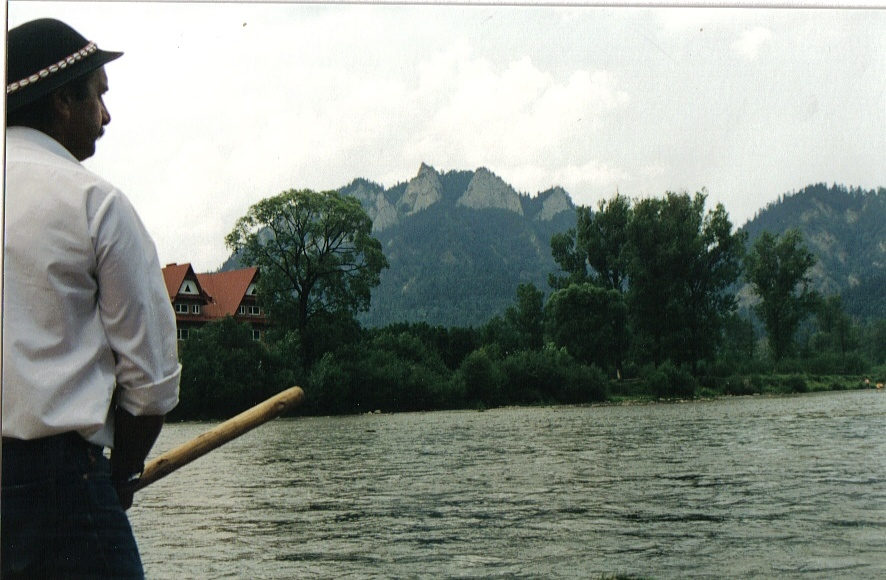
Een toeristische attractie is een vlotvaart over de Dunajec langs Trzy Korony

De Dunajec is een toeristische trekpleister. Toeristen kunnen vanaf Poolse zijde (Niedzica) of Slowaakse zijde stroomafwaarts een tocht maken op een vlot. Zo'n tocht duurt een paar uur en voert dwars door de Pieniny, langs Trzy Korony. De Dunajec is bron voor inspiratie van verschillende volksliederen in de streek.
- Gemeinsame Normdatei: 4352702-4
- Nationale Bibliotheek van Tsjechië: ge881078
- Virtual International Authority File: 240515300